# Институт мировой экономики и международных отношений имени Е. М. Примакова РАН
Федеральное государственное бюджетное научное учреждение «Национальный исследовательский институт мировой экономики и международных отношений имени Е. М. Примакова Российской академии наук» (ИМЭМО РАН) создан в 1956 году.
Деятельность Института направлена на исследование основных тенденций развития современной мировой политики и мировой экономики, на разработку надежной аналитической основы для принятия политических решений. Институт взаимодействует с федеральными и региональными органами власти России, средствами массовой информации, крупными государственными и частными компаниями, другими российскими и зарубежными исследовательскими центрами.
Институт самостоятельно определяет программу исследований в соответствии со своим Уставом. Исследования ИМЭМО РАН носят независимый, внепартийный характер.
Летом 2015 г. институту присвоено имя Е. М. Примакова. ИМЭМО РАН является организатором Примаковских чтений.

## История
ИМЭМО РАН является преемником Института мирового хозяйства и мировой политики, существовавшего с 1925 по 1947. После своего возникновения он приобрел репутацию авторитетного и не имеющего аналогов в СССР центра комплексных фундаментальных и прикладных социально-экономических, политических и стратегических исследований, ориентированных на анализ основных тенденций мирового развития. Затем из его состава выделился ряд проблемно-региональных научно-исследовательских институтов — Институт США и Канады, Институт Африки, Институт международного рабочего движения и др. Однако ИМЭМО РАН остается уникальным по широте охвата исследуемых проблем и комплексности научной проблематики аналитическим центром.
Свою основную миссию ученые Института видят в том, чтобы всесторонне исследовать реальные международные процессы, механизмы функционирования рыночной экономики и особенности политических систем зарубежных стран. В Институте накоплен значительный опыт анализа мировой экономики и международных отношений, создан существенный задел в исследовании различных стран мира. В стенах ИМЭМО РАН получила развитие отечественная политическая наука и экономическая теория, разрабатывалась прогностическая и аналитическая база для принятия политических решений. В фокусе внимания экономистов и политологов Института были и остаются вопросы, связанные с бурным развитием НТР, тенденциями глобализации, новыми вызовами международной безопасности, качественными изменениями в экономической и политической системе общества.

## Приоритетные направления научной деятельности
ИМЭМО РАН проводит фундаментальные, поисковые и прикладные научные исследования по следующим направлениям:
- Глобальное развитие и национальные интересы России:

— теории мирового хозяйства и международных отношений;
— прогнозирование глобального социально-экономического и политического развития (долгосрочные и краткосрочные прогнозы);
— тенденции и перспективы инновационного развития как важнейшего фактора экономического роста, инструменты и результаты научной и инновационной политики;
— формирование структуры, норм и принципов глобального управления и регулирования международно-политических процессов;
— социально-политические трансформации в современном мире, социокультурные факторы мирового развития и современные общественно-политические институты, идейно-политические размежевания и идентичности.
- Эволюция системы международных отношений, риски и гарантии международной безопасности:

— эволюция системы международных отношений, изменение её конфигурации, формирование новых проблемных полей;
— международная безопасность, предотвращение и урегулирование международных конфликтов, контроль над вооружениями, противодействие террористическим и иным трансграничным угрозам;
— ситуационный анализ ключевых вопросов взаимоотношений России с внешним миром, вызовов и возможностей обеспечения её интересов в формирующемся полицентричном мире.
- Комплексные исследования экономического, политического и социального развития ведущих стран и регионов мира:

— экономическое, политическое и социальное развитие стран и регионов мира;
— интеграционные и дезинтеграционные тенденции в мировой экономике и международной политике на глобальном и региональном уровнях;
— социально-экономические и политические процессы на постсоветском пространстве: стратегические интересы России;
— социально-экономическая динамика, вызовы социальной безопасности, миграционные процессы.
- Важнейшие тенденции и новые качественные характеристики мирового экономического развития, Россия в глобальной экономике:

— институциональные и структурные изменения в мировой экономике и международном разделении труда;
— оптимизация участия России в мирохозяйственных связях.

## Примаковские чтения
Основная статья: Примаковские чтения
Примаковские чтения — организованный ИМЭМО РАН крупный ежегодный международный форум экспертов в области мировой экономики и международных отношений, дипломатов и политиков, носящий имя учёного и государственного деятеля академика Е. М. Примакова. Примаковские чтения проводятся с 2015 года в Москве. Выездные сессии «Примаковских чтений» проводятся и в ряде других стран, в том числе в Армении, Болгарии и в рамках Мюнхенской конференции по безопасности.

## Директора ИМЭМО РАН
Институт возглавляли выдающиеся учёные и политические деятели:
- акад. А. А. Арзуманян (1956—1965)
- проф. В. Я. Аболтин (1965—1966, и. о.)
- акад. Н. Н. Иноземцев (1966—1982)
- акад. В. А. Мартынов (1982—1983, и. о.)
- акад. А. Н. Яковлев (1983—1985)
- акад. Е. М. Примаков (1985—1989)
- акад. В. А. Мартынов (1989—2000)
- акад. Н. А. Симония (2000—2006)
- акад. А. А. Дынкин (2006—2016, с декабря 2016 года — президент ИМЭМО РАН)
- член-корр. РАН Ф. Г. Войтоловский (с 2017)

## Публикации и периодические издания
- Политические идеологии и партийные системы: основные векторы трансформации во втором десятилетии XXI века / отв. ред. Э. Г. Соловьев ; ИМЭМО РАН. — Москва: Идея-Пресс, 2022. — 228 с. — ISBN 978-5-903927-36-4.
- Современная Франция: между тревогами и надеждами/ С отв. ред.: М. В. Клинова, А. К. Кудрявцев, П. П. Тимофеев. — Москва: ИМЭМО РАН, 2022. — 256 с. — ISBN 978-5-9535-0605-2. — DOI 10.20542/978-5-9535-0605-2.
- Современный энергетический кризис: экономические, технологические и экологические риски/ под. ред. С. В. Жукова. — Москва: ИМЭМО РАН, 2022. — 148 с. — ISBN 978-5-9535-0608-3. — DOI 10.20542/978-5-9535-0608-3.
- Бубнова Н. И. Военно-политический курс США во втором десятилетии ХХI века / Н. И. Бубнова ; ИМЭМО РАН. — Москва: Политическая энциклопедия, 2021. — 647 с. — ISBN 978-5-8243-2473-0.
- Барановский В.Г. Международный ландшафт: эпоха перемен. Избранная аналитика / ИМЭМО РАН. — Москва: Издательство «Весь Мир», 2021. — 720 c. — ISBN 978-5-7777-0859-5.
- Арбатов А. Г. Стратегическая стабильность — оружие и дипломатия. — Москва: Изд-во «Весь Мир», 2021. — 432 с. — ISBN 978-5-7777-0810-6.
- Россия и мир: 2022. Экономика и внешняя политика. Ежегодный прогноз/ рук. проекта: А. А. Дынкин, В. Г. Барановский; отв. ред.: Г. И. Мачавариани, И. Я. Кобринская. — Москва: ИМЭМО РАН, 2021. — 130 с. — ISBN 978-5-9535-0600-7. — DOI 10.20542/978-5-9535-0600-7.
- Контуры мирового энергетического перехода Архивная копия от 20 октября 2021 на Wayback Machine / под ред. С. В. Жукова. — М.: ИМЭМО РАН, 2020. — 122 с.
- Мировая экономика и энергетика: драйверы перемен Архивная копия от 20 октября 2021 на Wayback Machine / под ред. С. В. Жукова. — М.: ИМЭМО РАН, 2020. — 164 с.
- Глобальные энергетические и экономические тренды Архивная копия от 20 октября 2021 на Wayback Machine / под ред. С. В. Жукова. — М.: ИМЭМО РАН, 2019. — 194 с.
- Миграционные процессы в Евросоюзе: современные проблемы и вызовы Архивная копия от 20 октября 2021 на Wayback Machine / под ред. О. Е. Трофимовой. — М.: ИМЭМО РАН, 2019. — 211 с.
- Миркин Я. М. Глобальные финансы: будущее, вызовы роста Архивная копия от 20 октября 2021 на Wayback Machine / Я. М. Миркин при участии Т. В. Жуковой, А. В. Комовой, М. М. Кудиновой; ИМЭМО РАН. — М.: Изд-во «Лингва-Ф», 2019. — 192 с.
- Поливач А. П. Валютный курс и внешняя торговля ведущих стран мира. Архивная копия от 20 октября 2021 на Wayback Machine — М.: Изд-во «Весь Мир», 2019. — 422 с.
- Примаковские чтения 2019. Возвращение к конфронтации: есть ли альтернатива? Сборник материалов международного форума, Москва, 10-11 июня 2019 г Архивная копия от 20 октября 2021 на Wayback Machine. — М.: ИМЭМО РАН, 2019. — 136 с.
- Россия и мир: 2020. Экономика и внешняя политика. Ежегодный прогноз Архивная копия от 1 апреля 2022 на Wayback Machine / рук. проекта: А. А. Дынкин, В. Г. Барановский; отв. ред.: Г. И. Мачавариани, И. Я. Кобринская. — М.: ИМЭМО РАН, 2019. — 172 с.
- Россия и мир: 2024. Экономика и внешняя политика Архивная копия от 20 октября 2021 на Wayback Machine / рук. проекта: А. А. Дынкин, В. Г. Барановский; отв. ред.: Г. И. Мачавариани, И. Я. Кобринская. — М.: ИМЭМО РАН, 2019. — 42 с.
- Садовая Е. С., Сауткина В. А., Зенков А. Р. Формирование новой социальной реальности: технологические вызовы. Архивная копия от 20 октября 2021 на Wayback Machine — М.: ИМЭМО РАН, 2019. — 190 с.

Периодические издания ИМЭМО РАН :
- Журнал Мировая экономика и международные отношения Архивная копия от 21 марта 2018 на Wayback Machine
- Журнал Россия и новые государства Евразии Архивная копия от 21 марта 2018 на Wayback Machine
- Журнал Пути к миру и безопасности Архивная копия от 17 сентября 2020 на Wayback Machine
- Журнал Анализ и прогноз Архивная копия от 16 сентября 2020 на Wayback Machine
- Информационно-аналитический ежегодник Год планеты Архивная копия от 21 марта 2018 на Wayback Machine
- Бюллетень Российский Экономический Барометр Архивная копия от 21 марта 2018 на Wayback Machine (на русском и английском языках)
- Ежегодник СИПРИ Архивная копия от 21 марта 2018 на Wayback Machine
- Еегодник Russia: arms control, disarmament and international security Архивная копия от 16 сентября 2020 на Wayback Machine
- Ежегодник «Запад-Восток-Россия» Архивная копия от 21 февраля 2014 на Wayback Machine Отв. ред. В. Г. Хорос, Д. Б. Малышева. М.: ИМЭМО РАН, 2013. — 213 с.
- Статистическое издание Основные показатели развития мировой экономики Архивная копия от 24 октября 2017 на Wayback Machine
- Издание Мировое развитие Архивная копия от 24 октября 2017 на Wayback Machine. Материалы конференций молодых ученых и аспирантов ИМЭМО РАН